# Équation de Basset–Boussinesq–Oseen
En mécanique des fluides, l'équation de Basset–Boussinesq–Oseen décrit la force s'exerçant sur une particule dans un écoulement incompressible instationnaire à faible nombre de Reynolds. Cette équation est nommée ainsi d'après les travaux de Alfred Barnard Basset (1888), Joseph Boussinesq (1885) et Carl Wilhelm Oseen (1927).
Elle permet de s'exonérer du calcul de l'écoulement à l'échelle microscopique en remplaçant les effets locaux par divers termes correctifs de la simple traînée.

## Formulation
La force s'exerçant sur une particule sphérique
- de diamètre {\displaystyle d_{p}}
- de masse volumique {\displaystyle \rho _{p}},
- de masse {\displaystyle m_{p}={\frac {\pi }{6}}\rho _{p}d_{p}^{3}},
- de vitesse {\displaystyle \mathbf {V} _{p}}

dans un écoulement de fluide à faible vitesse
- de masse volumique {\displaystyle \rho _{f}},
- de vitesse {\displaystyle \mathbf {V} _{f}},
- où les longueurs caractéristiques (variation de masse volumique, de vitesse, etc.) sont du même ordre de grandeur que la taille de la particule

est donnée par l'expression suivante :
{\displaystyle m_{p}{\frac {\mathrm {d} \mathbf {V} _{p}}{\mathrm {d} t}}=\underbrace {3\pi \mu d_{p}(\mathbf {V} _{f}-\mathbf {V} _{p})} _{\text{traînée (Stokes)}}+\underbrace {{\frac {m_{f}}{2}}\,{\frac {\text{d}}{{\text{d}}t}}\left(\mathbf {V} _{f}-\mathbf {V} _{p}\right)} _{\text{masse ajoutée}}+\underbrace {{\frac {3}{2}}d_{p}^{2}{\sqrt {\pi \rho _{f}\mu }}\int _{t_{_{0}}}^{t}{\frac {1}{\sqrt {t-\tau }}}\,{\frac {\text{d}}{{\text{d}}\tau }}\left(\mathbf {V} _{f}-\mathbf {V} _{p}\right)\,{\text{d}}\tau } _{\text{force de Basset}}+\underbrace {(m_{p}-m_{f})\mathbf {g} } _{\text{poussée d'Archimède}}}
où {\displaystyle m_{f}={\frac {\pi }{6}}\rho _{f}d_{p}^{3}} est la masse du fluide déplacé par la particule.
- Le terme de masse ajoutée est le terme inertiel lié au fait que le fluide en contact avec la particule a la même accélération que celle-ci.
- La force de Basset est liée à l'accélération du fluide le long de la trajectoire de la particule (terme d'histoire entre {\displaystyle t_{0}} et {\displaystyle t}).

Cette expression est valable dans le domaine limité par :
- un nombre de Reynolds faible

{\displaystyle {\frac {\rho _{f}\max \left\{\left|\left|\mathbf {V} _{f}-\mathbf {V} _{p}\right|\right|\right\}\,d_{p}}{\mu }}\,<\,1}
- un écoulement homogène autour de la particule, en particulier sans décollement

{\displaystyle d_{p}\,<\,{\frac {l_{K}}{6}}}
où {\displaystyle l_{K}} est l'échelle de Kolmogorov.

## Généralisation
Cette expression a été par la suite généralisée pour prendre en compte :
- la correction de Faxén pour la traînée tenant compte des inhomogénéités locales autour de la particule

{\displaystyle {\frac {\pi }{8}}\mu d_{p}^{3}\nabla ^{2}\mathbf {V} _{f}} où {\displaystyle \nabla ^{2}} est le laplacien vectoriel,
- un nombre de Reynolds plus grand,
- des particules non sphériques, dotées d'une portance,
- un milieu compressible[5].

Une équation peut également être écrite pour la rotation, celle-ci pouvant être présente même pour une particule sphérique du fait des gradients de vitesse dans le plan perpendiculaire à la trajectoire.